# پلیگروس
پلیگروس (به اسپانیایی: Peligros) یک دهستان‌ در اسپانیا است که در استان گرانادا واقع شده‌است. پلیگروس ۹ کیلومترمربع مساحت و ۱۰٬۳۸۵ نفر جمعیت دارد و ۶۸۰ متر بالاتر از سطح دریا واقع شده.

## خواهرخوانده
شهرهای میجک و پارل خواهرخوانده‌های پلیگروس اند.